# Назарьевская Слобода
Назарьевская Слобода — деревня в Старожиловском районе Рязанской области. Входит в Гребневское сельское поселение

## География
Находится в западной части Рязанской области на расстоянии приблизительно 18 км на север-северо-восток по прямой от районного центра поселка Старожилово.

## История
Была отмечена еще на карте 1850 года как поселение с 7 дворами. В 1859 году здесь (тогда территория Пронского уезда Рязанской губернии) было учтено 6 дворов, в 1897 году — 22. В последние годы деревня начала возрождаться благодаря подъему частного сельскохозяйственного производства.

## Население
Численность населения: 67 человек (1859 год), 141 (1897), 11 в 2002 году (русские 100 %), 9 в 2010.